# Burg Eichholz
Die Burg Eichholz ist eine abgegangene Höhenburg über dem Zusammenfluss von Eselsbach und Tierbach zur Ette beim Weiler Eichholz auf 439,6 m ü. NN der Stadt Schrozberg im Landkreis Schwäbisch Hall in Baden-Württemberg.
Von der im 13. Jahrhundert erbauten Burg ist nur noch der Rest des Halsgrabens erhalten.